# 莫娜·莱登
莫娜·莱登（英語：Mona Leydon，1915年1月22日—2002年4月2日），新西兰女子游泳运动员，主攻自由泳。她曾代表新西兰参加1938年大英帝国运动会游泳比赛，获得女子440码自由泳铜牌。